# 松田正俊
松田 正俊（まつだ まさとし、1980年9月4日 - ）は、千葉県千葉市出身の元サッカー選手、サッカー指導者。ポジションはフォワード（FW）。

## 来歴

### 選手時代

#### プロ入りまで
1996年に船橋市立船橋高等学校に進学し、3年時には同期の西紀寛と共にインターハイを制し、さらに千葉県選抜として国体で優勝を果たした。同年の全国高等学校サッカー選手権大会千葉県大会では玉田圭司を擁した習志野高校に敗れた。市立船橋の同期には他に岩佐潤(バスケットボール部)、高橋美佳子(吹奏楽部)がいる。

#### FC東京→横浜FC
高校卒業後の1999年、J2・FC東京に加入。シーズン途中にJFL・横浜FCに期限付き移籍し、リーグ優勝に貢献した。

#### FC東京→ヴァンフォーレ甲府
翌2000年にFC東京に復帰したが、J1に昇格したチームではアマラオ・ツゥットの2トップが定着したために出場機会は限られた。2001年はシーズン開幕前から好調を維持し、持ち前の強烈なシュートと豪快なヘディングを武器に練習試合で得点を量産したが先発には食い込めず、同年9月よりJ2・ヴァンフォーレ甲府へ期限付き移籍し、苦戦の続いていた甲府の主力の一角として活躍した。

#### モンテディオ山形
甲府から復帰後の2002年もFC東京では出場機会を得られず、2003年、柱谷幸一が監督を務めるJ2・モンテディオ山形へ移籍。好ペースで得点を挙げていたが、同年5月のJ2第10節甲府戦で左膝前十字靭帯及び内側側副靱帯を断裂し、長期のリハビリとコンディション調整を強いられた。翌2004年9月の水戸戦で得点を挙げ復調の兆しを見せたが、この年限りで山形を退団。

#### 京都パープルサンガ
2005年、J2・京都パープルサンガへ移籍。松田の苦闘を知る柱谷の下でのプレーとなり、限られた出場時間の中で8得点を挙げ、京都のJ1昇格に貢献した。2006年限りで契約満了により退団。

#### TDKサッカー部
2007年、JFL・TDKサッカー部（現 ブラウブリッツ秋田）に移籍。チームトップ（リーグ3位）の18得点を記録。同年の天皇杯では、4回戦で古巣・FC東京から得点を挙げ、相手サポーターからも声援を送られた。

#### 栃木SC
2008年に柱谷が監督を務めていたJFL・栃木SCに移籍。J2昇格を目指し、昇格が懸かったJFL後期第15節アルテ高崎戦ではハットトリックを挙げて勝利に貢献した。

#### TDKサッカー部／ブラウブリッツ秋田
2009年9月、栃木SCから期限付き移籍する形で、TDKに復帰。シーズン途中の加入ながらチームトップタイの7得点を記録し、低迷していたチームを中位へ引き上げた。2010年より秋田（TDKから改称）へ完全移籍。同年のJFLベストイレブン、2011年には同リーグの得点王（20得点）を獲得した。主将としてもチームを牽引し、「ミスターブラウブリッツ」「雷神」「キングオブブラウブリッツ」といった呼び名で慕われた。2013年11月17日のJFL第33節滋賀戦でJFL通算200試合出場と100得点を達成し、同年をもって現役を引退。

### 指導者時代
引退した松田は、2014年より秋田の育成コーチ兼アンバサダーに就任した。2015年1月、秋田のヘッドコーチに就任した。2016年は再び育成年代のU-14のコーチを務めた。
2017年、横山雄次監督率いる古巣栃木SCのヘッドコーチに就任。横山との共闘は2012年の秋田在籍時以来となった。同年、A級ジェネラルライセンス取得。2018年より栃木SCのトップチームを離れ、アカデミーのU-15カテゴリーのコーチとなり、2022年からはU-12チームの監督を務めている。
2024年2月6日、栃木シティFCのU-15監督に就任した。

## 所属クラブ
- 1987年 - 1993年 高洲ブラックイーグル (千葉市立高洲第二小学校)[1]
- 1993年 - 1995年 千葉市立高洲第一中学校[1]
- 1996年 - 1998年 船橋市立船橋高等学校
- 1999年 - 2002年  FC東京
  - 1999年8月[3] - 同年12月  横浜FC (期限付き移籍)
  - 2001年9月[3] - 同年12月  ヴァンフォーレ甲府 (期限付き移籍)
- 2003年 - 2004年  モンテディオ山形
- 2005年 - 2006年  京都パープルサンガ
- 2007年  TDKサッカー部
- 2008年 - 2009年  栃木SC
  - 2009年9月[16] - 同年11月  TDKサッカー部 (期限付き移籍)
- 2010年 - 2013年  ブラウブリッツ秋田

## 個人成績
| 国内大会個人成績 | 国内大会個人成績 | 国内大会個人成績 | 国内大会個人成績 | 国内大会個人成績 | 国内大会個人成績 | 国内大会個人成績 | 国内大会個人成績 | 国内大会個人成績 | 国内大会個人成績 | 国内大会個人成績 | 国内大会個人成績 |
| 年度             | クラブ           | 背番号           | リーグ           | リーグ戦         | リーグ戦         | リーグ杯         | リーグ杯         | オープン杯       | オープン杯       | 期間通算         | 期間通算         |
| 年度             | クラブ           | 背番号           | リーグ           | 出場             | 得点             | 出場             | 得点             | 出場             | 得点             | 出場             | 得点             |
| 日本             | 日本             | 日本             | 日本             | リーグ戦         | リーグ戦         | リーグ杯         | リーグ杯         | 天皇杯           | 天皇杯           | 期間通算         | 期間通算         |
| ---------------- | ---------------- | ---------------- | ---------------- | ---------------- | ---------------- | ---------------- | ---------------- | ---------------- | ---------------- | ---------------- | ---------------- |
| 1997             | 市船高           |                  | -                | -                | -                | -                | -                | 1                | 0                | 1                | 0                |
| 1999             | FC東京           | 27               | J2               | 0                | 0                | 0                | 0                | -                | -                | 0                | 0                |
| 1999             | 横浜FC           | 25               | JFL              | 9                | 3                | -                | -                | 3                | 3                | 12               | 6                |
| 2000             | FC東京           | 27               | J1               | 1                | 0                | 0                | 0                | 0                | 0                | 1                | 0                |
| 2001             | FC東京           | 27               | J1               | 1                | 0                | 0                | 0                | -                | -                | 1                | 0                |
| 2001             | 甲府             | 29               | J2               | 12               | 2                | -                | -                | 3                | 2                | 15               | 4                |
| 2002             | FC東京           | 18               | J1               | 2                | 0                | 1                | 0                | 1                | 0                | 4                | 0                |
| 2003             | 山形             | 18               | J2               | 9                | 4                | -                | -                | 0                | 0                | 9                | 4                |
| 2004             | 山形             | 15               | J2               | 5                | 1                | -                | -                | 1                | 0                | 6                | 1                |
| 2005             | 京都             | 30               | J2               | 19               | 8                | -                | -                | 1                | 0                | 20               | 8                |
| 2006             | 京都             | 30               | J1               | 14               | 2                | 4                | 1                | 0                | 0                | 18               | 3                |
| 2007             | TDK              | 14               | JFL              | 32               | 18               | -                | -                | 4                | 5                | 36               | 23               |
| 2008             | 栃木             | 14               | JFL              | 22               | 6                | -                | -                | 2                | 0                | 24               | 6                |
| 2009             | 栃木             | 9                | J2               | 17               | 1                | -                | -                | -                | -                | 17               | 1                |
| 2009             | TDK              | 20               | JFL              | 8                | 7                | -                | -                | 0                | 0                | 8                | 7                |
| 2010             | 秋田             | 10               | JFL              | 34               | 24               | -                | -                | 1                | 0                | 35               | 24               |
| 2011             | 秋田             | 10               | JFL              | 33               | 20               | -                | -                | 2                | 5                | 35               | 25               |
| 2012             | 秋田             | 10               | JFL              | 32               | 12               | -                | -                | 2                | 0                | 34               | 12               |
| 2013             | 秋田             | 10               | JFL              | 31               | 10               | -                | -                | 2                | 0                | 33               | 10               |
| 通算             | 日本             | 日本             | J1               | 18               | 2                | 5                | 1                | 1                | 0                | 24               | 3                |
| 通算             | 日本             | 日本             | J2               | 62               | 16               | -                | -                | 5                | 2                | 67               | 18               |
| 通算             | 日本             | 日本             | JFL              | 201              | 100              | -                | -                | 16               | 13               | 217              | 113              |
| 通算             | 日本             | 日本             | 他               | -                | -                | -                | -                | 1                | 0                | 1                | 0                |
| 総通算           | 総通算           | 総通算           | 総通算           | 281              | 118              | 5                | 1                | 22               | 15               | 308              | 134              |

その他の国際公式戦
- 1999年 Shanghai International Football Tournament 3試合2得点

出場記録
- 1999年08月15日：JFL初出場 - JFL 2nd第9節 vsデンソーサッカー部 (刈谷)
- 1999年09月26日：JFL初得点 - JFL 3rd第3節 vs本田技研工業サッカー部 (綾瀬)
- 2000年04月29日：Jリーグ初出場 - J1 1st第9節 vs京都パープルサンガ (鴨池)
- 2001年09月05日：J2初得点 - J2第30節 vs大宮アルディージャ (大宮)
- 2006年04月22日：J1初得点 - J1第9節 vs鹿島アントラーズ (西京極)
- 2010年10月24日：JFL100試合出場 - JFL後期第12節 vs流通経済大学FC (仁賀保)
- 2013年11月17日：JFL通算100得点 - JFL第33節 vs MIOびわこ滋賀 (秋田球)

## タイトル
- 1995年 全国中学校サッカー大会 優勝
- 1998年 国民体育大会サッカー競技 優勝・優秀選手 (高校3年時 千葉県選抜)
- 1998年 全国高等学校総合体育大会サッカー競技大会 優勝・優秀選手・得点王 (高校3年時)
- 2010年 JFLベストイレブン
- 2011年 JFL得点王

## 指導歴
- 2014年 - 2016年 ブラウブリッツ秋田
  - 2014年 育成コーチ 兼 アンバサダー
  - 2015年 トップチームヘッドコーチ
  - 2016年 U-14コーチ[30] 兼 ノースアジア大学サッカー部コーチ[31][32]
- 2017年 - 栃木SC
  - 2017年 トップチームヘッドコーチ
  - 2018年 ジュニアユース(U-14)コーチ[33]
  - 2019年 ジュニアユース(U-15)コーチ[34]
  - 2020年 U-14コーチ[35]
  - 2021年 U-15コーチ[36]
  - 2022年-2023年 U-12監督[37]
- 2024年 - 栃木シティFC U-15監督